# Powiat Rybnik
Powiat Rybnik (niem. Kreis Rybnik) – powiat ziemski utworzony 1 stycznia 1818 na podstawie rozporządzenia z dnia 10 kwietnia 1817 r. Powstał łącząc Rybnik z Rudami należącymi do powiatu raciborskiego; ziemią wodzisławską i żorską z powiatu pszczyńskiego oraz Pilchowicami i Bierawą z powiatu gliwickiego.
Na terenie powiatu położone były miasta Rybnik, Loslau (Wodzisław Śląski) i Sohrau (Żory) oraz 195 gmin i obszarów dworskich.
Po podziale Górnego Śląska w 1922 znaczna większość powiatu znalazła się w Polsce. Resztki Landkreis Rybnik istniały jako samodzielna jednostka do końca 1926; z dniem 1 stycznia następnego roku zostały podzielone pomiędzy Landkreis Ratibor oraz Landkreis Tost-Gleiwitz.
Powiat został reaktywowany po wybuchu II wojny światowej jako Landkreis Rybnik. Istniał w ramach III Rzeszy do 1945 roku.

## Starostowie

### W latach 1818–1926
- Friedrich von Wengersky (1818–1832)[1]
- Moritz von Stengel (1832–1834)[1]
- Emil von Durant (1834–1860)[2]
- Adalbert von der Recke (1860)[3]
- Ludwig von Richthofen (1860–1873)[3]
- Carl Gemander (1873–1901)[4]
- Georg Plewig (1901–1903)[4]
- Hans Lentz (1903–1919)[5]
- Hans Lukaschek (1919)[5]
- Paul Strzoda (1920)[6]
- Paulus van Husen (1920–1922)[6]
- Artur Finger (1922–1925)
- Alfons Schmidt (1925–1926)

### W latach 1939–1945
- Ernst Drewes (1939–1940)[7]
- Wilhelm Dübner (1940–1941)[7]
- Wolfgang Geißler (1941–1942)[7]
- Martin Elsner (1942–1945)[8]